# Vas-y Dieu ! Vas-y ! I
Vas-y Dieu ! Vas-y ! I (Go God Go en version originale) est le douzième épisode de la dixième saison de la série animée South Park, ainsi que le 151e épisode de l'émission. C'est aussi le premier épisode d'un diptyque qui se termine avec Vas-y Dieu ! Vas-y ! II.

## Synopsis
Cartman se meurt d'impatience : encore trois semaines avant la sortie de la Nintendo Wii. Fou de rage et d'attente, il décide de se faire congeler avec l'aide de Butters. Malheureusement, son plan échoue car Butters n'arrive pas à le retrouver et Cartman se réveille 500 ans dans le futur dans un monde athée où les jeux vidéo n'existent plus.
Pendant ce temps, Mme Garrison se refuse à enseigner l'évolution à sa classe, prétextant que c'est stupide. Elle fait la connaissance de Richard Dawkins avec qui elle commence à sortir malgré lui avoir lancé ses propres excréments au visage.
Après une aventure sexuelle avec Richard Dawkins, Mme Garrison adhère complètement à ses idées, et tous les deux commencent à rêver à un monde nouveau sans religion.

## Production
À l'origine, cet épisode s'appelait 'Go, God, Go! Part II, bien qu'il n'y eût pas de « Part I ». Cependant, la confusion engendrée était telle qu'il fut renommé Go God Go.   L'idée de l'épisode est venue de la réaction surprise du prestidigitateur Penn Jilette lorsque Trey Parker et Matt Stone ont annoncé qu'ils n'étaient pas athées.